# Rod Higgins
Roderick Dwayne Higgins, detto Rod (Monroe, 31 gennaio 1960), è un ex cestista, allenatore di pallacanestro e dirigente sportivo statunitense, professionista nella NBA e in Grecia.
È il padre di Cory Higgins.

## Carriera
È stato selezionato dai Chicago Bulls al secondo giro del Draft NBA 1982 (31ª scelta assoluta).

## Palmarès
- Campione CBA (1986)
- CBA Playoff MVP (1986)
- Campionato greco: 1

Olympiacos: 1992-93